# 侧足厚蟹
侧足厚蟹（学名：Helice latimera）为方蟹科厚蟹属的动物。分布于台湾岛等地，生活环境为海水，多生活于沿岸带。